# NGC 2763
NGC 2763 је спирална галаксија у сазвежђу Хидра која се налази на NGC листи објеката дубоког неба.
Деклинација објекта је - 15° 29' 57" а ректасцензија 9h 6m 49,0s. Привидна величина (магнитуда) објекта NGC 2763 износи 12,0 а фотографска магнитуда 12,7. Налази се на удаљености од 29,844 милиона парсека од Сунца. NGC 2763 је још познат и под ознакама MCG -2-23-10, IRAS 09044-1517, PGC 25570.